# ポール＝ヴァンドル
ポール＝ヴァンドル （Port-Vendres、カタルーニャ語:Portvendres）は、フランス、オクシタニー地域圏ピレネー＝オリアンタル県のコミューン。

## 由来
最古に記された名は1世紀のPortus Venerisであった。これらは検疫港であると考えられている。あるいは「ウェヌス」の港ではないかと考えられている。

## 地理

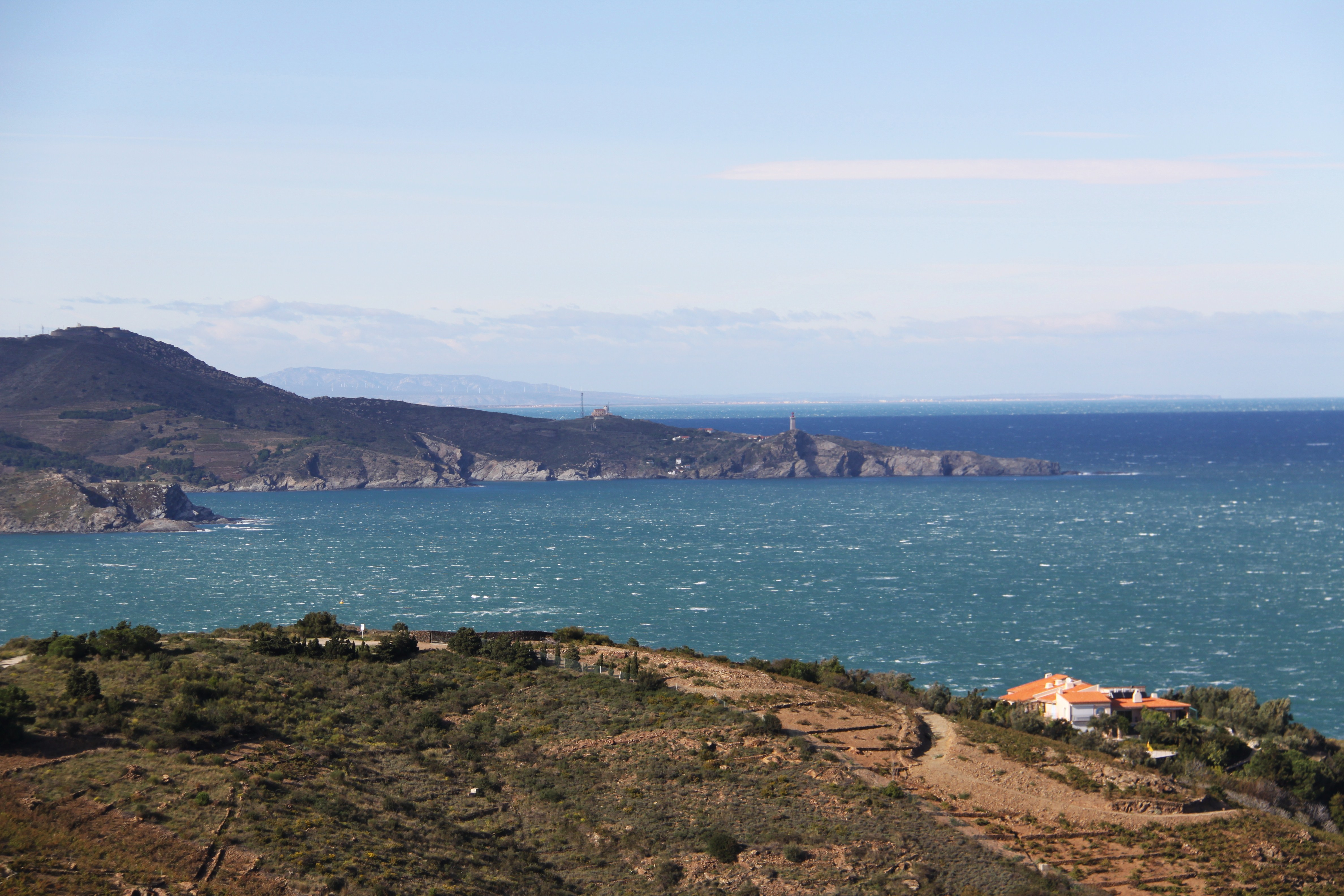
ベアール岬

ポール＝ヴァンドルの南側はスペイン国境に近い。コミューンの地形は山岳地帯で、標高に大きな差がある。最低地点は海面と同じ0mである。最高標高地点は655m、平均標高は328mである。地中海に面しており、海岸線は12kmである。
地質は主として珪質であり、土壌は酸性である。マキ（Maquis）はあるが石灰質土壌に由来するギャリグ（Garrigue）はない。

## 交通
コミューンには、海岸側を通ってコリウールに通じる国道114号線が交差する。最も内側は国道86号線で、国道914号線は南のバニュルス＝シュル＝メールへ、そしてエルヌやペルピニャンへの近道となっている。
ナルボンヌ＝ポルト・ボウ路線が停車するポール＝ヴァンドル駅がある。駅はコリウールやバニュルス＝シュル＝メールからの最寄駅である。
ポール＝ヴァンドルには国際的な果物の商業港と、マリーナがある。
最寄りの国際空港はペルピニャン＝リヴサルト空港（30km北）である。次に100km南にあるジローナ・コスタ・ブラバ国際空港である。

## 気候
ペルピニャン地方の気候は地中海性気候である。冬に霜が降りるのは年間4日程度で、夏は通常暑く乾燥する。北北西の方向からトラモンターヌ風が頻繁に吹き（近年一日4回）、夏に一定の新鮮な空気をもたらす。ペルピニャンにおける年間平均気温は15.9℃である。最も気温の高い季節には最高30℃を超える。ルシヨンの平野部はフランス国内で最も暑い地域の1つである。

## 歴史

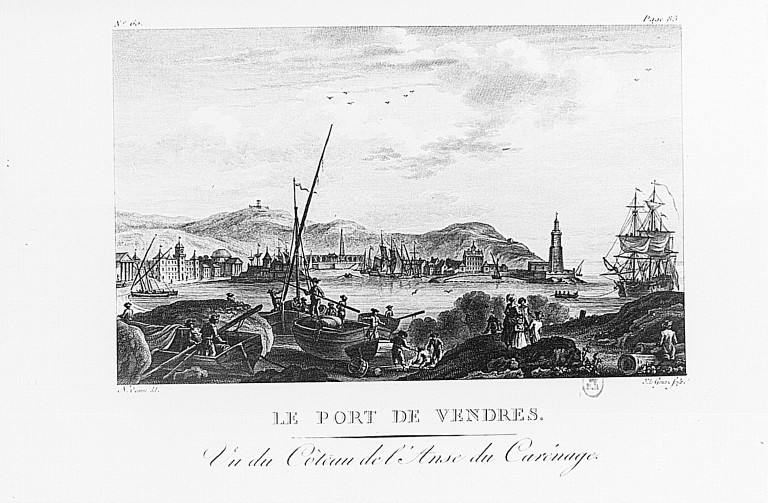
18世紀末に描かれたポール＝ヴァンドル港

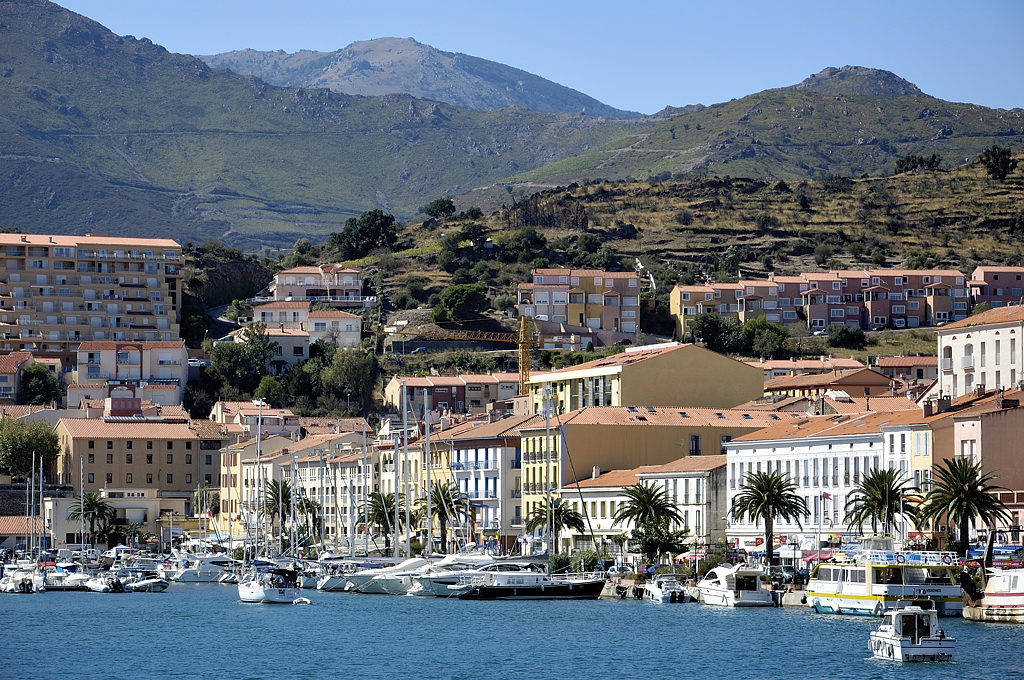
マリーナ

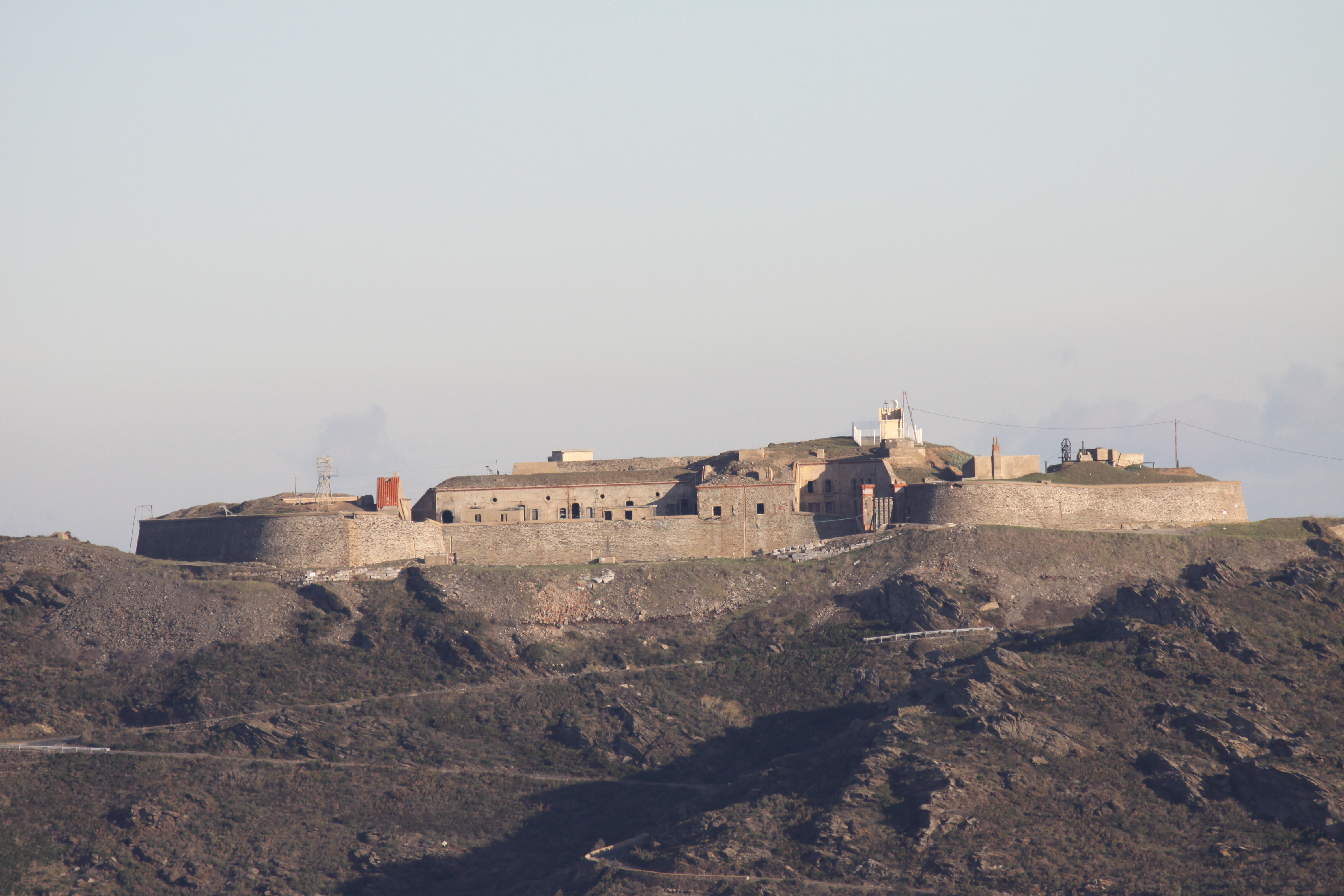
ベアール砦

紀元前6世紀にフェニキア人がポール＝ヴァンドルとなる定住地をつくったという説が広まっている。この港はルシヨン初の商業港であり、東洋と西洋をつなぐ場所だった。しかし、何の考古学的根拠も証拠もないため、慎重に扱わねばならない。
同様に、ギリシャ人が海に接した崖の上に、ギリシャにあったものと同じウェヌス神殿を紀元前7世紀頃にたてたとも言われている。ウェヌスはガリアの抵抗のためこの地に移され、これらの山の北側斜面に住む人々がオマージュとして、「ピレネー山脈のウェヌス」（Vénus pyrénéenne）とした。この説は考古学者の支持を得ておらず、ポール＝ヴァンドルの名がウェヌスに由来するという説だけ認定されている。ポール＝ヴァンドル9の難破船の発掘で、古代の神殿からの多くの建築遺構が発見された。これらがポール＝ヴァンドルで作られたものでないことは明らかだが、船の底荷となっていたものは古代後期の宗教施設解体によって持ち出されてしまった。従って、ウェヌス神殿がポール＝ヴァンドルの存在の証拠だとみなすことはできない。複数回、ARESMARによる海中の考古学的調査が行われ、紀元後のポール＝ヴァンドル港の起源ではないことが示されたが、タラゴナ、アンプリアス、ナルボンヌをつなぐ退避場所の1つであっただろう。確かに、競り売りの行われるAnse Gerbalは、ベアール岬を渡っていく困難を抱えた船の待避所となっていた。岬の付近は強いトラモンターヌ風で交渉することは困難であった。そして数隻の船は1世紀から5世紀の間、「ベアールの恐怖」と呼ばれた場所で座礁している。
まちはその位置のために徐々に放棄されていったが、実際に消えたわけではなかった。1272年以降、アラゴン王ハイメ1世の意志で「コリウールのポール＝ヴァンドル」という表記がされ、王自身が言及しているからである。コリウールとポール＝ヴァンドルは当時同一の自治体であったが、地理的に離れていたためその後自然に分離されている。
不幸なことに、人々がまちを捨てたことで状況が悪化した。1599年、港の機能向上のため改修工事が1世紀にわたって行われた。いくつかの通りの掘削、新築住宅建設、より便利にする岸壁や埠頭の建設である。
スペインは1690年にポール＝ヴァンドル上陸を企み、1794年には企てを成功させ、かつて一緒だったコリウールとともにポール＝ヴァンドルを支配下においた。彼らは同じ年のうちにフランス軍によって追い払われた。フランス革命時代のまちの名はポール＝ラ＝ヴィクトワール（Port-la-Victoire）であった。総裁政府の間、ポール＝ヴァンドルにはタバコ輸出用の関税事務所が置かれていた。
リオン湾の嵐に脅かされ、嵐があまりに速すぎてセットやマルセイユの港に戻れない船舶に対する避難所を提供でき、北東のみに開き、ドックを保護する港は、利便性が高かった。ポール＝ヴァンドルは近隣の海岸に予定された船舶にとって良い位置だった。
多くの戦艦を停泊させるため新たな港を掘削する必要が1700年にあった。しかし多くの困難から、最終的に建設が終わる63年前の1709年に国家が事業を投げ出した。正式にポール＝ヴァンドルがコミューンとなったのは1823年である。
19世紀後半にベアール砦が建設された。まちの北にある岩の露頭のてっぺん、標高206mの位置、ポール＝ヴァンドルとポーリーユ湾の間で、海の素晴らしい眺めがある。建設の目的は、フランス国境を閉鎖することだった。砦は20世紀までこの機能を果たした。現在も砦には軍が駐留している。砦は、モン＝ルイやコリウールの両方にある、フランス陸軍の国立コマンドー研修センターの生徒が研修する地となっている。
沿岸砲兵基地が設置され、沿岸部の防衛が継続された。
レティラーダ（fr、スペイン内戦による避難民が大挙国境を越えてフランスへ入国した）の頃、2隻の商業船舶アスニ号、マレシャル・リャウテ号がポール＝ヴァンドル港に係留された。船は医療船となり、フランスへやってきたスペイン難民の負傷者の治療を行った。
1944年8月19日、ドイツ軍は占領していたポール＝ヴァンドルの武器庫や弾薬庫を敵に渡すまいと爆破し、まちから退却した。最も危険だったのは、連合国軍の上陸を想定し、港に機雷が設置されていたことだった。したがって、住民をまちから退避させたあとでドイツ軍は火を点け、港湾施設や隣接する家屋を破壊したのである。

## 経済
ポール＝ヴァンドル港は貨物中心の商業港として広く世界に認知されている。特にモロッコ、エジプト、キプロスのような地中海盆地諸国や、さらには西アフリカ、南米、南アフリカからの多様な果物や野菜が陸揚げされる。地理的に地中海盆地にあるため、フランス領北アフリカに最も近いフランス本土の港およびサン＝シャルル国際市場に最も近い港となった。
特殊な装置、熟練した労働者がおり、湾通行の競争価格の魅力もあって2008年に1年あたり20万トン以上の製品を処理し、売上高は4500万ユーロを計上している。
2008年度のポール＝ヴァンドルに到着した果物は350463トンに達した。2007年度に比べ19%増加している。2001年度に比べ181%上昇している。カメルーンやコートジボワールのようなバナナ・パイナップルのドライフルーツ生産国との貿易は、貨物の90%を占める。これらの数字が波止場に直接アクセス可能な国際フルーツ・ターミナルを17 000 m2（うち、冷蔵倉庫は16 000 m2）に拡張する原因となった。ターミナルは1万パレットをストレージする容量を持つ、16箇所の温度制御された房を持つ。
港の管理はペルピニャン・ピレネーゾリアンタル県商工会議所が行っている。商業港およびマリーナの委託業者である。1969年以降漁港の管理も行っている。

## 人口統計
| 1962年 | 1968年 | 1975年 | 1982年 | 1990年 | 1999年 | 2006年 | 2010年 |
| ------ | ------ | ------ | ------ | ------ | ------ | ------ | ------ |
| 4504   | 5705   | 5613   | 5246   | 5370   | 5881   | 4478   | 4290   |

参照元:1962年までEHESS、1968年以降INSEE

## ゆかりの人物
- ジャン・ニコラ・アシェット（fr） - 数学者
- エステラ・ブラン（fr） - 俳優
- ティナ・オーモン

## 姉妹都市
- ヨークタウン (バージニア州)、アメリカ合衆国